# Wzorowy Dowódca
Wzorowy Dowódca – tytuł honorowy i odznaka nadawana do 2010 r. żołnierzom Wojska Polskiego.

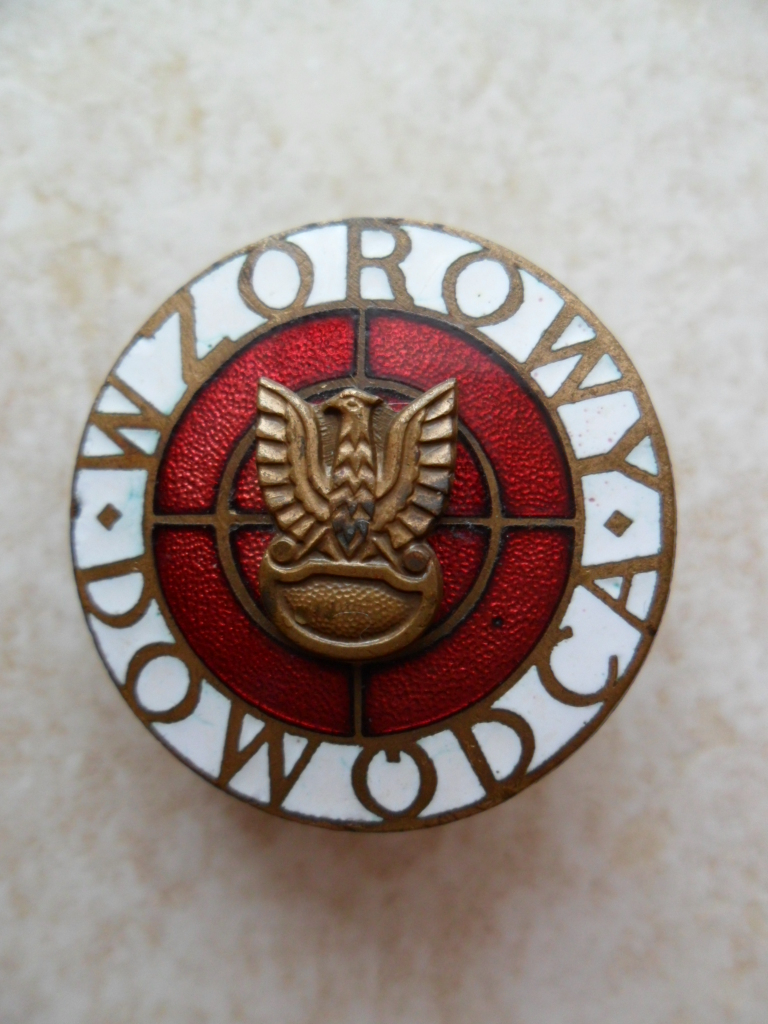
Odznaka wz. 1974

## Zasady nadawania tytułu

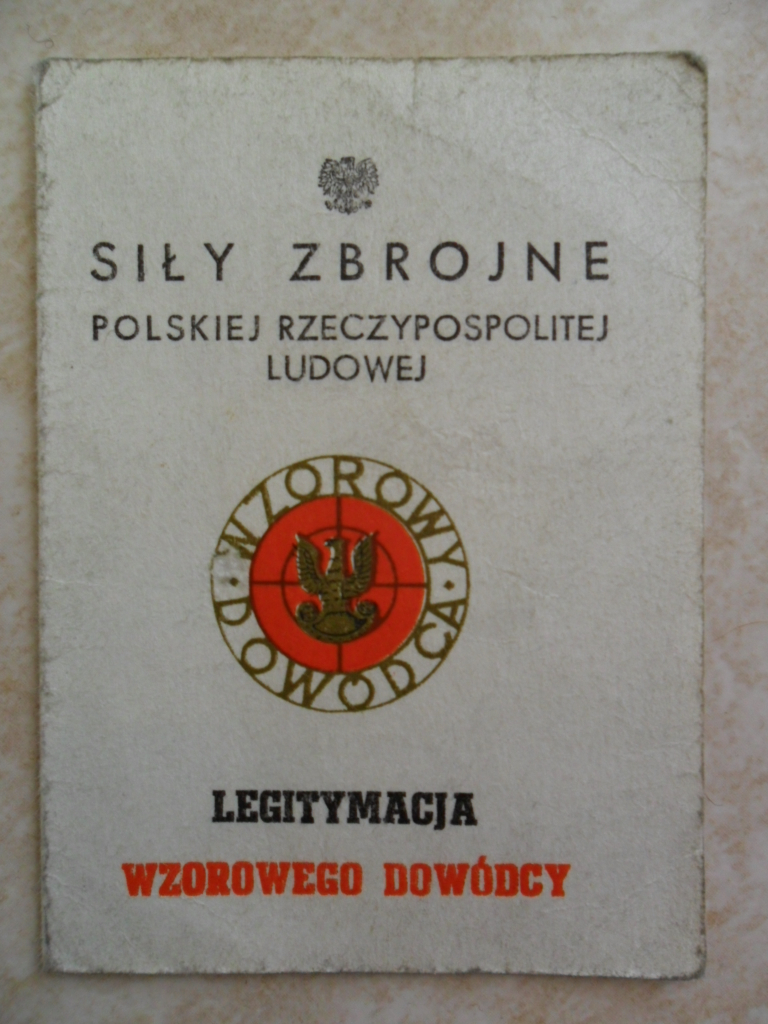
Okładka legitymacji wz. 1974

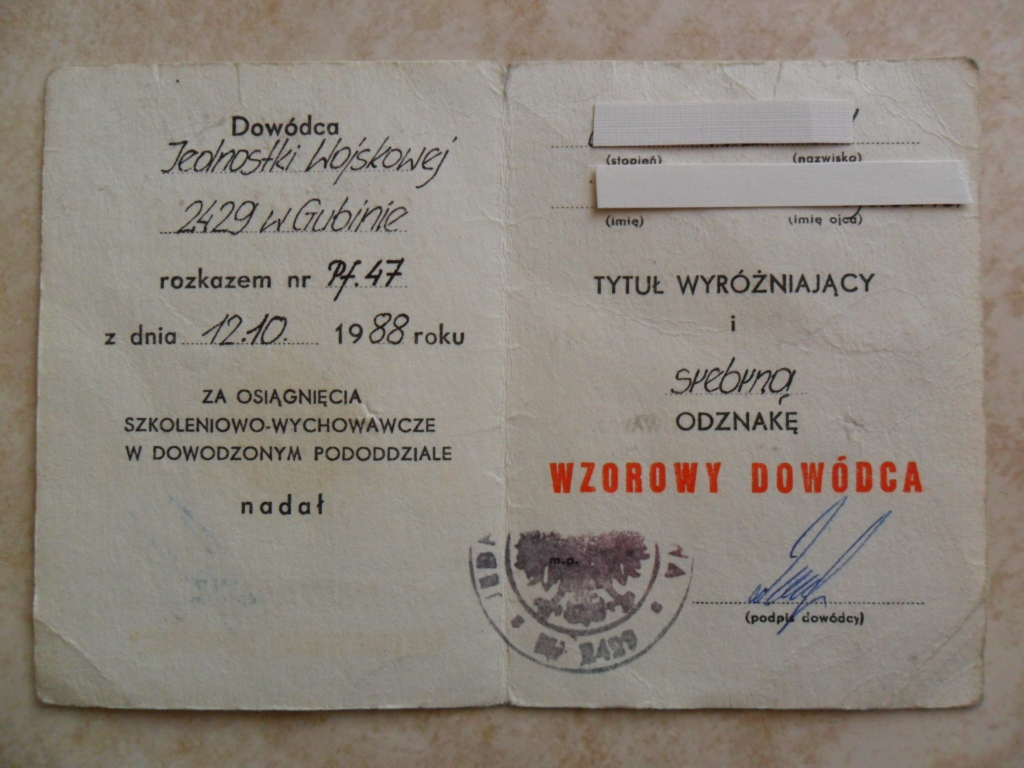
Legitymacja - opis odznaki

Wydana w 1974 roku "Instrukcja o przodownictwie i współzawodnictwie w Siłach Zbrojnych PRL" podawała zasady i warunki nadawania nowo ustanowionej odznaki wyróżniającej: "Wzorowy Dowódca".
Tytuł i brązową odznakę WD nadawał dowódca pułku na wniosek dowódcy kompanii. Nadawany był dowódcom drużyn którzy:
- przyczynili się do uzyskania przez ich drużynę miana „Służby Socjalistycznej"
- posiadali odznakę  „Wzorowego Żołnierza"[2]
- zdobyli III klasę kwalifikacyjną[3]
- dowodzili drużyną co najmniej 6 miesięcy;
- uzyskiwali osobiste średnie oceny powyżej 4,25

Tytuł i srebrną odznakę WD nadawał dowódca dywizji na wniosek dowódcy pułku. Nadawany był dowódcom plutonów którzy:
- przyczynili się do uzyskania przez ich pododdział miana "Przodującego Plutonu" i utrzymania go co najmniej przez okres jednego roku
- w dowodzonym  pododdziale nie mieli wypadków nadzwyczajnych braków i szkód w mieniu wojskowym
- zdobyli II klasę kwalifikacyjną
- dowodzili plutonem co najmniej przez rok
- uzyskiwali osobiste średnie oceny nie niższe niż 4,30
- nie byli karani dyscyplinarnie

Tytuł i złotą odznakę WD nadawał dowódca okręgu na wniosek dowódcy dywizji. Nadawany był dowódcom kompanii i batalionów którzy:
dowódcy kompanii
- przyczynili się do uzyskania przez ich pododdział miana "Przodującej  Kompanii" i  utrzymania  go przez okres  co  najmniej jednego roku
- w  dowodzonym  pododdziale nie  mieli wypadków  nadzwyczajnych i przestępstw, a straty oraz szkody nie przekraczały 500 zł w stosunku rocznym
- zdobyli II klasę kwalifikacyjną
- dowodzili kompanią co najmniej dwa lata
- skutecznie podejmowali i realizowali inicjatywy oraz eksperymenty szkoleniowo-wychowawcze
- uzyskiwali osobiste średnie oceny powyżej 4,40

dowódcy batalionów
- przyczynili się do uzyskania przez ich pododdziały w okresie co najmniej dwóch ostatnich lat najwyższych wyników w szkoleniu i dyscyplinie oraz przodownictwie i współzawodnictwie w pułku * w dowodzonych pododdziałach nie mieli wypadków nadzwyczajnych i przestępstw, a straty i szkody nie przekraczały 1500  zł  w stosunku rocznym
- zdobyli I klasę kwalifikacyjną
- dowodzili batalionem nie krócej niż 3 lata
- opracowali w ciągu roku co najmniej jeden artykuł z zakresu stosowania inicjatyw i eksperymentów szkoleniowo-wychowawczych.

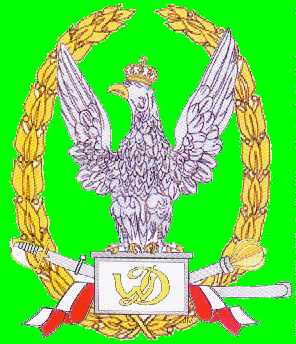
Odznaka wz. 2002

Od 2002 do 2010 roku tytuł nadawano w przypadku wyróżniania się w dowodzeniu oraz zajmowania:
- co najmniej przez rok stanowiska służbowego dowódcy drużyny, działonu, załogi albo sekcji,
- co najmniej przez dwa lata stanowiska służbowego dowódcy plutonu, klucza lub obsługi, dowódcy kompanii lub baterii albo innego dowódcy (szefa, komendanta), jeżeli dla tego stanowiska służbowego w etacie jednostki wojskowej jest przewidziany stopień etatowy oficera młodszego lub chorążego, dowódcy okrętu III lub IV rangi, komendanta placówki Żandarmerii Wojskowej, dowódcy batalionu, dywizjonu lub eskadry, dowódcy grupy okrętów III lub IV rangi, dowódcy okrętu II rangi albo komendanta wydziału Żandarmerii Wojskowej,
- jeżeli dowodzony pododdział osiąga bardzo dobre wyniki w szkoleniu[4].

## Uprawnienia żołnierzy posiadającego tytuł Wzorowego Dowódcy
"Instrukcja o przodownictwie i współzawodnictwie w Siłach Zbrojnych PRL" z 1974 roku precyzowała uprawnienia żołnierzy posiadających tytuł Wzorowego Dowódcy.
Przysługiwało im  pierwszeństwo:
żołnierzom zasadniczej służby wojskowej
- przy wyznaczaniu na wyższe stanowiska służbowe
- przy mianowaniu na wyższy stopień wojskowy
- w przyjmowaniu do wojskowych szkół zawodowych.
- uczestnictwa  w imprezach  kulturalno-oświatowych, rozrywkowych i sportowych organizowanych na koszt wojska

żołnierzom zawodowym:
- zaliczenia do funduszu przyspieszonego rozwoju[5]
- mianowania w drodze wyróżnienia na wyższe stopnie wojskowe
- otrzymywania odznaczeń państwowych lub wojskowych
- zakwalifikowania jako kandydatów na studia w akademiach wojskowych lub skierowania na kursy w celu uzupełnienia wymaganych kwalifikacji,  które są niezbędne przy wyznaczaniu na wyższe stanowiska służbowe

Za uzyskanie tytułu i brązowe odznaki Wzorowy Dowódca żołnierza automatycznie wyróżniano:
- wpisaniem nazwiska i zasług żołnierza do kroniki jednostki
- pięciodniowym urlopem
- pismem pochwalnym skierowanym do zakładu pracy, instytucji lub szkoły

Za uzyskanie tytułu i srebrnej lub złotej odznaki Wzorowy Dowódca żołnierza automatycznie wyróżniano:
- nagrodą pieniężną lub rzeczową;
- opublikowaniem w prasie wojskowej artykułu popularyzującego ich działalność i osiągnięcia

## Odznaka
Wzór 1973(93)

Tarcza strzelecka emaliowana w kolorze biało-czerwonym z orłem wojsk lądowych pośrodku. Dookoła na białej emalii napis WZOROWY DOWÓDCA. Trzystopniowa: złota, srebrna, brązowa. Średnica 35 mm. Projekt: Stanisław Toepfer. Wykonanie: Mennica Państwowa - Warszawa
Wzór 2002

Odznakę  stanowi owalny wieniec laurowy, otwarty w górnej części, o wymiarach 45 x 45 mm. Odznaka jest wykonana z metalu. Na złoconym wieńcu są umieszczone srebrzony i oksydowany orzeł z głowicy sztandaru jednostki wojskowej, oraz na biało emaliowana puszka, na której jest umieszczony złocony monogram "WD". Po obu stronach puszki są umieszczone skrzyżowane szable wzoru 76 z buławą, srebrzone i oksydowane, otoczone wstęgą emaliowaną w barwach Rzeczypospolitej Polskiej.